# Mutualismo (biologia)

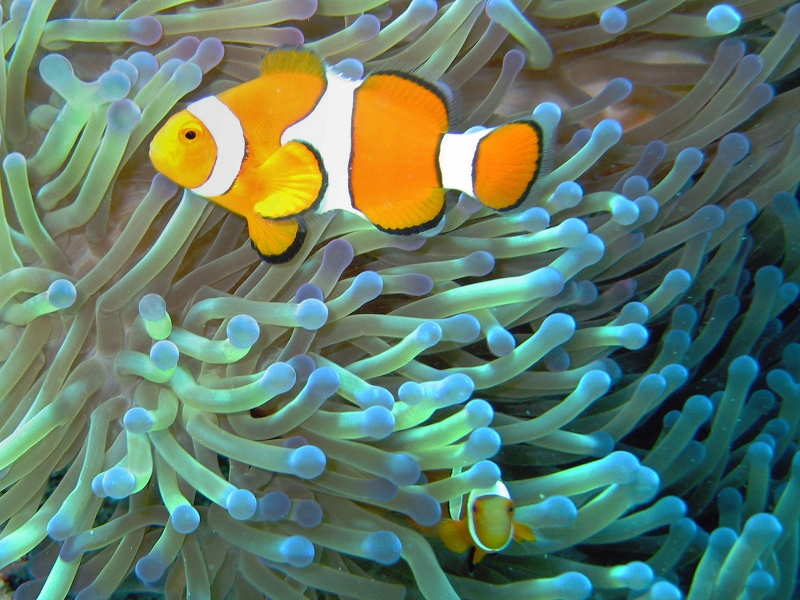
Peixes-palhaço costumam viver com anêmonas, onde ambas as espécies se beneficiam.

Mutualismo define um tipo de associação entre populações diferentes em que ambas se beneficiam, entretanto, podem estabelecer ou não um estado de interdependência fisiológica.                                                            Em uma comunidade as populações nela existentes interagem por meio de seus indivíduos, exercendo assim influências recíprocas tanto no nível individual como no populacional. Essas interações podem ocorrer entre indivíduos de uma mesma população (intraespecíficas) ou entre indivíduos de populações diferentes (interespecíficas). No caso do mutualismo, a interação ocorre entre populações distintas, e como nenhuma população é prejudicada, é chamada de relação harmônica.
Além do mutualismo uma interação interespecífica harmônica pode ser o inquilinismo ou o comensalismo. O termo Simbiose, (do grego Syn:juntos e bios:vida) foi criado pelo biólogo alemão Henrich Anton de Bary, em 1879, e tem sido utilizado como sinônimo de mutualismo ou utilizando-se para se referir a qualquer tipo de relação interespecífica.

## Tipos de mutualismos

### Mutualismo obrigatório
Ocorre quando as formas de interdependência fisiológicas são necessárias, e sua separação pode acarretar um desequilíbrio metabólico em ambas espécies ou levá-las à morte.
Os líquens são constituídos por uma associação entre algumas algas unicelulares e certos fungos. As algas enquanto sintetizam matéria orgânica fornecem parte do alimento produzido ao fungo. Os fungos retiram água e sais minerais do substrato, fornecendo-os as algas. Além disso, os fungos protegem as algas da desidratação, envolvendo-as em suas hifas.
Cupins, ao comerem madeira, acabam obtendo uma grande quantidade de celulose, porém não conseguem digerir esse carboidrato. O protozoário Thiconympha collaris, que vive no intestino dos cupins, acaba desempenhando esse papel, e o produto da digestão da celulose acaba sendo aproveitado por esses organismos.
Ruminantes (boi, ovelha, etc.) são animais que possuem quatro câmeras em seu estômago e, na câmera maior (pança ou rúmen), esses animais abrigam milhares de microrganismos capazes de digerir a celulose dos vegetais ingeridos, estabelecendo uma semelhante associação da que ocorre entre cupins e protozoários do gênero Thiconympha collaris.
No ciclo do nitrogênio, bactérias do gênero Rhizobium, fixam nitrogênio atmosférico e os transformam em sais nitrogenados, os quais são assimilados pelas raízes de leguminosas (soja, feijão, ervilha e etc.) e utilizados como matéria-prima na construção de compostos orgânicos nitrogenados. Por sua vez, as leguminosas fornecem às bactérias heterótrofas a matéria orgânica que ela necessita para desempenhar suas funções vitais.
Micorrizas são associações entre raízes de certas plantas e fungos, estes fungos crescem na superfície (ectomicorrizas), formando uma capa sobre a raiz ou penetram no tecido da raiz (endomicorrizas). Essa associação ocorre principalmente em plantas lenhosas, de solo pobre. As micorrizas aumentam a capacidade da planta extrair nutriente do solo, pois aumentam o volume do solo acessível às raízes e secretam ácido no solo para aumentar a solubilidade de nutrientes, como por exemplo o fósforo. Esta, então, fornece ao fungo uma fonte confiável de carbono produzido pela fotossíntese.

### Mutualismo facultativo
Este tipo de mutualismo acontece quando nenhum tipo de desequilíbrio ocorre no caso de as vantagens obtidas serem dispensadas.
O pássaro-palito entra na boca do crocodilo africano e retira dali parasitas, como as sanguessugas. Os crocodilos são beneficiados ao livrar-se dos parasitos que podem servir ou não de alimento para os pássaros.
O caranguejo Paguro ou Bernardo-eremita é um crustáceo encontrado facilmente em algumas praias brasileiras, ele é desprovido de carapaça protetora e aloja-se no interior de conchas vazias. Assim, ele atrai actínias ou anêmonas-do-mar (animais portadores de tentáculos com substâncias urticantes). Dessa maneira, as actínias protegem o paguro, impedindo o acesso de inimigos e o caranguejo ao se mover beneficia a actínia pois amplia seu território de obtenção de alimento.

### Mutualismo defensivo
O mutualismo defensivo é observado em associações onde um parceiro é defendido contra herbívoros, carnívoros ou parasitas. Em troca, oferece algum outro recurso. Um exemplo são espécies de peixes e de camarões, que limpam e retiram parasitas existentes na pele e nas guelras de espécies de peixes. Estes animais são chamados de “limpadores” e se alimentam quase exclusivamente dos parasitas retirados dos peixes.  Em contrapartida, os peixes que "utilizam dos serviços" dos limpadores ficam livres do excesso de parasitas em seu corpo.
Outro exemplo clássico é a associação entre formigas e plantas. Em troca de alimentos, como néctar extra floral e corpúsculos perolados, as formigas protegem a planta contra herbívoros. Neste tipo de associação, a especificidade do mutualismo pode ir da generalidade até a a extrema especialização, como no caso das plantas mirmecófilas.

### Mutualismo dispersivo

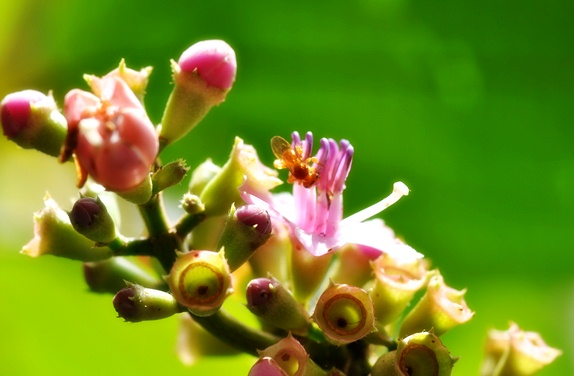
Abelha dispersando o pólen

O mutualismo dispersivo é associação de plantas com animais polinizadores e dispersores de semente. Os polinizadores, ao obter néctar como fonte de água e carboidratos, transportam o pólen entre as flores e dispersam os genes das plantas. Diversos grupos de animais são parceiros ativos de plantas no processo de dispersão, como insetos, aves e mamíferos. No caso da dispersão de sementes, os animais envolvidos se alimentam de frutos e dispersam suas sementes em locais ou ambientes mais adequados para germinação. O mutualismo entre aves frugívoros e ervas-de-passarinho se enquadra nesse caso. As aves depositam as sementes nos galhos das plantas que serão parasitadas.
O mutualismo de dispersão de sementes não é muito especializado. Uma espécie de ave pode se alimentar de vários tipos de plantas e cada fruto pode ser comido por diferentes espécies de aves. Já no caso da polinização, é encontrada uma certa especificidade entre os parceiros. Nesse caso há inclusive modificações no formato da flor que maximizam o acesso de um grupo animal (síndromes de polinização). Isso acontece porque é fundamental que o pólen retirado de uma planta seja levado à flor de outro indivíduo da mesma espécie para que o mutualismo seja efetivo.